# Кар'єр «Казаку»
Кар'єр «Казаку» (рум. Cariera „Cazacu”) — пам'ятка природи геологічного або палеонтологічного типу в Страшенському районі Молдови. Знаходиться на північ від залізничної станції Ватра. Має площу 3 га відповідно до закону або 1,19 га згідно з дослідженням 2016 р. Об’єктом управляє мерія Кишинева.

## Опис
Ділянка кар’єру складається з пісковиків сарматського віку з відбитками листя різних рослин, що належать до двох основних флористичних формацій дерев: лісового (Platanus aceroides, Carpinus grandis, Ulmus braunii⁠, Populus latior) та долинного (Liquidambar europeum, Parrotia pristina, Diospyros brachysepala, Salix sp. та ін.), досліджені Т. А. Якубовською у 1950 та 1955 роках. Liquidambar europeum представляє особливий інтерес для сарматської флори на території Молдови, яка зараз росте на Тайвані, Південній Кореї, Малій Азії та в деяких районах Північної Америки. Пісковики також містять залишки скелетів тюленів і відбитки скелетів риб, які не вдалося ідентифікувати. Також було виявлено фрагмент нижньої щелепи hiparion (Hipparion sp.).).

## Охоронний статус
Постановою Ради Міністрів Молдавської РСР від 08.01.1975 р. № 5  та Закону № 1538 від 25 лютого 1998 року про фонд природних територій, що охороняються державою, об'єкт взято під охорону держави. Землевласником пам'ятки природи є мерія Кишинева.

У 2016 році надано рекомендації щодо покращення охоронного стану, зокрема виділення ділянки від кар’єру для продовження наукових досліджень та організації екскурсій для геологів, палеонтологів та студентів, а також встановлення інформаційного табло.